# Lebensstandard

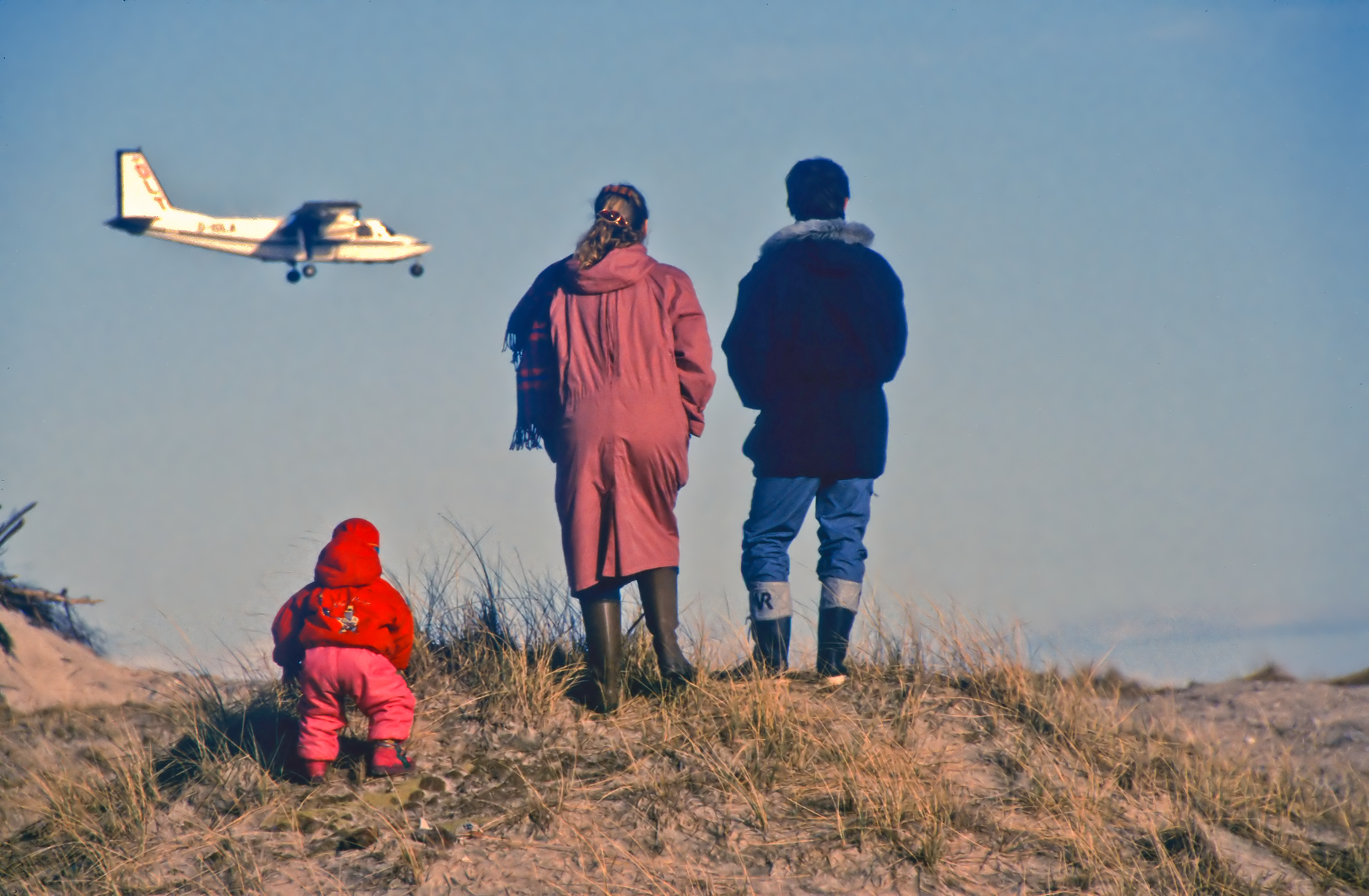
Flugreisen gehören heute zum gehobenen Lebensstandard in den Industrieländern. Dennoch gibt es Menschen, die aus verschiedenen Gründen freiwillig auf das Fliegen verzichten. Lebensstandard ist demnach nicht gleich Wohlbefinden oder Lebensqualität.

Lebensstandard drückt das reale Niveau des Besitzes und Konsumierens von Gütern und Dienstleistungen aus und ist als quantitative Größe objektiv messbar. Demnach wird damit der materielle Wohlstand und das physische Wohlbefinden für einen Menschen, eine soziale Gruppe, einer sozialen Schicht, eines bestimmten Gebietes oder eines Staates vergleichbar gemacht.
Nach Artikel 25 der Allgemeinen Erklärung der Menschenrechte hat jeder Mensch ein Recht auf „einen Lebensstandard, der seine und seiner Familie Gesundheit und Wohl gewährleistet“. Dabei sind Lebensmittel (Trinkwasser und Nahrungsmittel), Kleidung, Wohnung, ärztliche Versorgung und notwendige soziale Leistungen ausdrücklich eingeschlossen.

## Eurozentrisches Konzept
Der Systemwissenschaftler Ervin László und der Naturwissenschaftler Ernst Ulrich von Weizsäcker warnen davor, die Ideologie der Gegenwart – die einen ständig steigenden Lebensstandard anstrebt – von den Industriestaaten auf die übrige Welt zu übertragen. Die Ressourcen der Erde würden nicht ausreichen, um sowohl die Menschheit zu versorgen als auch die Stabilität der Ökosysteme zu erhalten. Die internationale Studie Living Planet Report, die jährlich vom Global Footprint Network herausgegeben wird, bestätigt diese Befürchtungen: Wir bräuchten fünf Planeten wie die Erde, wenn alle Menschen so leben würden wie die US-Amerikaner heute (2014). In Deutschland ist der ökologische Fußabdruck mehr als doppelt so groß wie die weltweit durchschnittlich verfügbare Biokapazität. Da eine intakte Umwelt eine elementare Voraussetzung für einen hohen Lebensstandard ist, sieht Laszlo die Lösung in der Entwicklung neuer Wertvorstellungen jenseits der Wachstumsideologie: Lebensstandard müsste im Sinne von „Lebensqualität“ völlig neu und nachhaltig definiert werden, um der Forderung der Menschenrechte nachzukommen „und“ die Regenerationsfähigkeit der Biosphäre dauerhaft zu erhalten.
Vor allem aufgrund seiner rein materiellen Betrachtung wird das Konzept von Vertretern nicht-westlicher Kulturen bisweilen als eurozentrisch eingestuft.

## Indikatoren
In der Volkswirtschaft wird der (allgemeine) Lebensstandard mit Indikatoren gemessen. Hierbei werden je nach Methode wirtschaftliche und soziale Indikatoren berücksichtigt. Oft als Maßstab genommen werden:
- durchschnittliches BIP pro Kopf der Bevölkerung[10]
- das Bruttonationaleinkommen (früher Bruttosozialprodukt),
- das Pro-Kopf-Einkommen und andere vergleichbare Indikatoren aus der Wirtschaftswissenschaft.

Seltener findet man:
- Big-Mac-Index: Big-Mac-Preis im Land
- Index der menschlichen Entwicklung: Eine Möglichkeit, mehr als das Bruttonationaleinkommen in den Lebensstandard miteinzubeziehen und dennoch mess- und vergleichbare Ergebnisse zu erhalten, ist der vom Entwicklungsprogramm der Vereinten Nationen veröffentlichte Index der menschlichen Entwicklung. Dieser enthält auch Daten zur Lebenserwartung, Alphabetisierungsrate und Bildung.

Anthropometrische Daten, Kalorienkonsum, Arbeits- und Freizeit sind neben Haushaltsein- und -ausgaben weitere Indikatoren des Lebensstandards.

## Allgemeiner Lebensstandard

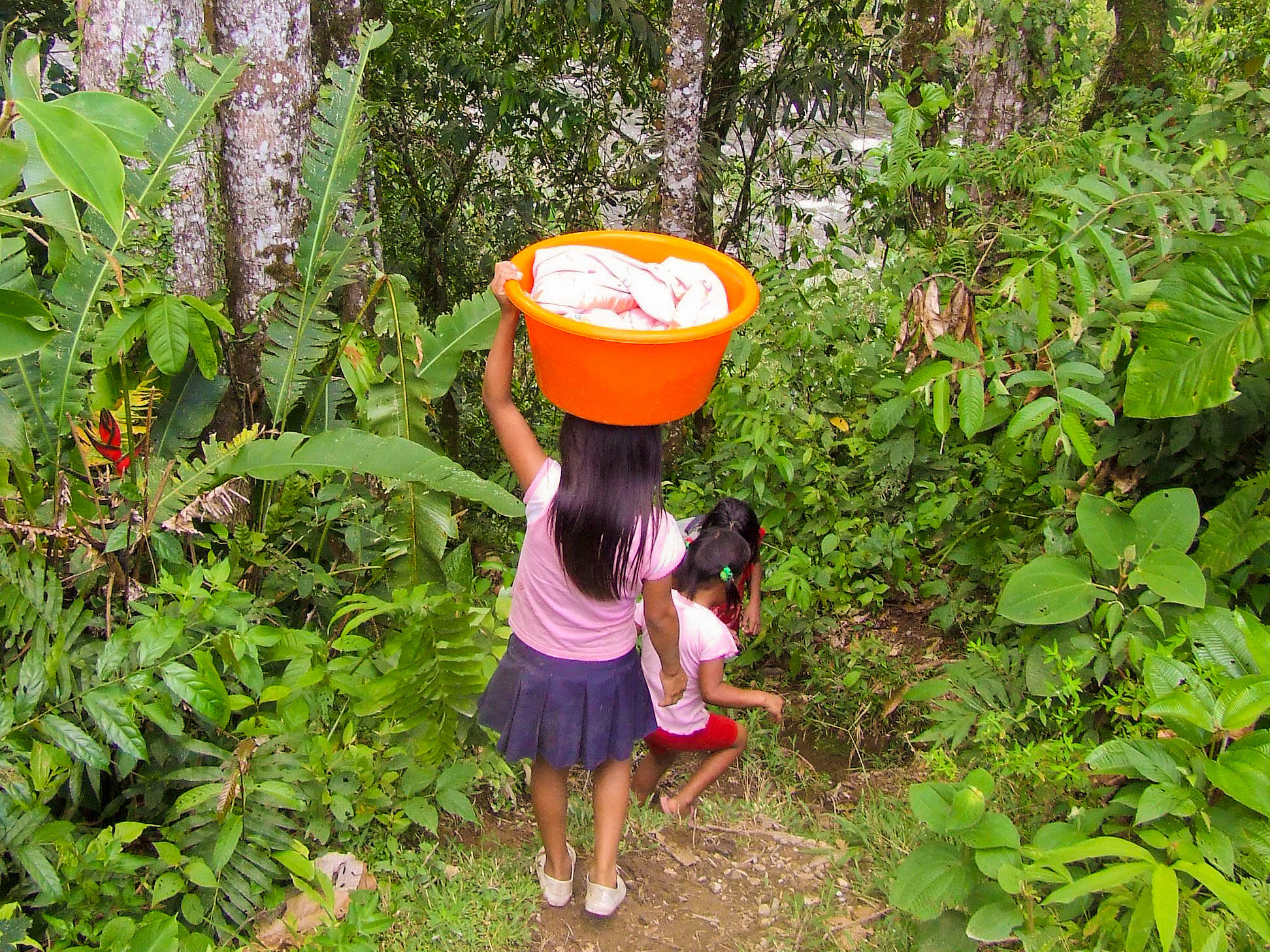
Bei den Indigenen Ecuadors ist der Fluss noch die „Waschmaschine“. Für die Zufriedenheit der Menschen sind jedoch mehr Faktoren entscheidend als nur der Lebensstandard.

Der allgemeine Lebensstandard in westlichen Ländern unterscheidet sich stark von dem in Entwicklungsländern. Eine hohe Dynamik und damit verbunden große Unterschiede zwischen Arm und Reich (d. h. hohem und niedrigem individuellen Standard) findet sich in den sogenannten Schwellenländern. Der allgemeine Lebensstandard ist unter anderem von der technischen Entwicklung abhängig. Beispielsweise zählte in Westeuropa in den 1950er Jahren eine – heute selbstverständliche – Waschmaschine nicht zum allgemeinen Standard. Als weiteres Beispiel ist in ländlichen Regionen entwickelter Länder ein Leben ohne Auto heute bereits mit starken Einschränkungen verbunden; der bisher nur individuelle Standard entwickelt sich hier langsam zum allgemeinen Standard, wobei arme Bevölkerungsgruppen davon ausgeschlossen sein können. Auch die Intaktheit der Umwelt hat Auswirkungen auf den Lebensstandard (z. B. Zersiedelung, Luft- und Bodenbelastung durch die Industrie).

### Beispiel: Freizeit
Ein Industriearbeiter im 19. Jahrhundert musste typischerweise 12 Stunden täglich arbeiten, zuzüglich rund 2 Stunden häusliche Tätigkeiten. Demgegenüber wenden Jäger- und Sammlervölker – selbst in afrikanischen oder australischen Wüstengebieten – im Mittel nur 2,5 Stunden für die Nahrungsbeschaffung und 3,5 Stunden für alle weiteren Tätigkeiten auf. Beim einfachen Feldbau liegt der Wert bei knapp 7 Stunden; beim intensiven Bewässerungsfeldbau in Südostasien jedoch bereits bei fast 9,5 Stunden täglich. Wird der Lebensstandard an diesem Zeitaufwand für die täglichen Tätigkeiten für den Unterhalt, den Haushalt, die Kinder usw. gemessen, liegt ein US-amerikanischer Durchschnittsbürger heute mit 11 Stunden täglich am unteren Ende der Skala!

## Individueller Lebensstandard

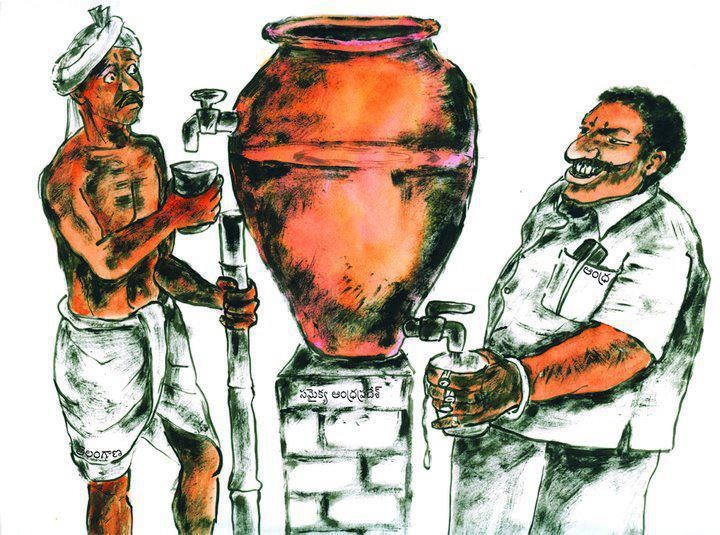
Lebensstandard ist für den Einzelnen häufig eine Frage der „Verfügbarkeit“ von Gütern.

Der individuelle Lebensstandard bezeichnet das Niveau der Lebensbedingungen einer Person im Vergleich zu Anderen (zumeist derselben Gesellschaft). Auf individueller Ebene gelten insbesondere materielle Güter wie z. B. ein modernes Auto, schöne Kleidung, regelmäßige Flugreisen oder ein komfortabler Platz zum Wohnen als Ausdruck eines „angemessenen“ Lebensstandards (auch: des Lebensstils) in den Industrieländern.
Jedoch weist schon der „komfortable Wohnort“ auch auf andere als materielle Dinge hin. Die modern mit allem Komfort ausgestattete Mietwohnung in sozialer Brennpunktlage hat erheblich andere Lebensqualität als ein rundum modernisiertes Fachwerkhaus in einer Altstadt. Der Verzicht auf ein Auto oder Flugreisen, der in den Augen vieler sicher einen Verlust an Lebensstandard darstellt, wird von manchen umweltbewussten Menschen als Gewinn an Lebensqualität empfunden.
Lebensqualität und -standard werden außerdem von Möglichkeiten der Teilhabe an kulturellen Gütern beeinflusst – das Existenzminimum beispielsweise reicht nicht für Reisen, angemessenen Wohnraum, Zeitsouveränität, den Besuch von Gaststätten; Theater und kulturelle Veranstaltungen, Museen, Funk- und Fernsehen (Rundfunkgebühr), öffentliche Bibliotheken können auf dieser Basis nur mit hohen Ermäßigungsregelungen genutzt werden. Inwieweit hier jedoch ein „Fehlen“ von Teilhabemöglichkeiten festgestellt wird, hängt u. a. vom Bildungsstand ab. Auch Bildung gehört wie eine Reihe anderer Werte (Gesundheit, Gewaltfreiheit usw.) zum individuellen Lebensstandard. In einigen Industriestaaten lässt sich zurzeit beobachten, dass der Wohlstand zunimmt, gleichzeitig aber auch die soziale Ungleichheit (Anzahl der von Armut betroffenen) wächst. Familien mit minderjährigen Kindern und insbesondere Alleinerziehende sind dabei in der Gruppe mit niedrigem Lebensstandard überrepräsentiert. (Siehe auch: Maslowsche Bedürfnishierarchie)
Auf das Individuum bezogen spricht man bei einer am bisherigen Einkommen orientierten sozialen Sicherung auch von einer Sicherung des Lebensstandards. Beispielsweise bezeichnet man die Sicherung des Lebensstandards im hohen Lebensalter als Alterssicherung. Die Sicherung des Lebensstandards ist einerseits Aufgabe des Einzelnen, andererseits Gegenstand der Politik (Sozialpolitik, Familienpolitik u. a.). Staatliche Rahmenbedingungen hierfür werden unter den Begriff Wohlfahrtsstaat gefasst.
In der Bundesrepublik Deutschland ist die Sozialversicherung an der Sicherung des bisherigen Lebensstandards orientiert. Die soziale Absicherung orientierte sich lange Zeit bei Arbeitslosigkeit (Bezug der ehemaligen Arbeitslosenhilfe) und bei Scheidung (Unterhalt) am Erhalt des bisherigen Lebensstandards durch eine am früheren Einkommen orientierte Absicherung. Von diesem Prinzip ist mit der Einführung des Arbeitslosengeldes II abgerückt worden: der Anspruch Langzeitarbeitsloser hängt seitdem von einer Bedürftigkeitsprüfung ab und orientiert sich nunmehr am (sozio-kulturellen) Existenzminimum; es stellt damit keine Sicherung des früheren Lebensstandards mehr dar. Von diesem Prinzip wurde ebenfalls durch die Unterhaltsreform (Gesetz zur Reform des Unterhaltsrechts) abgerückt: der Unterhalt orientiert sich nunmehr nicht dauerhaft am ehelichen Lebensstandard, sondern ist auf nacheheliche Eigenverantwortung ausgerichtet.

## Geschichtliche Entwicklung

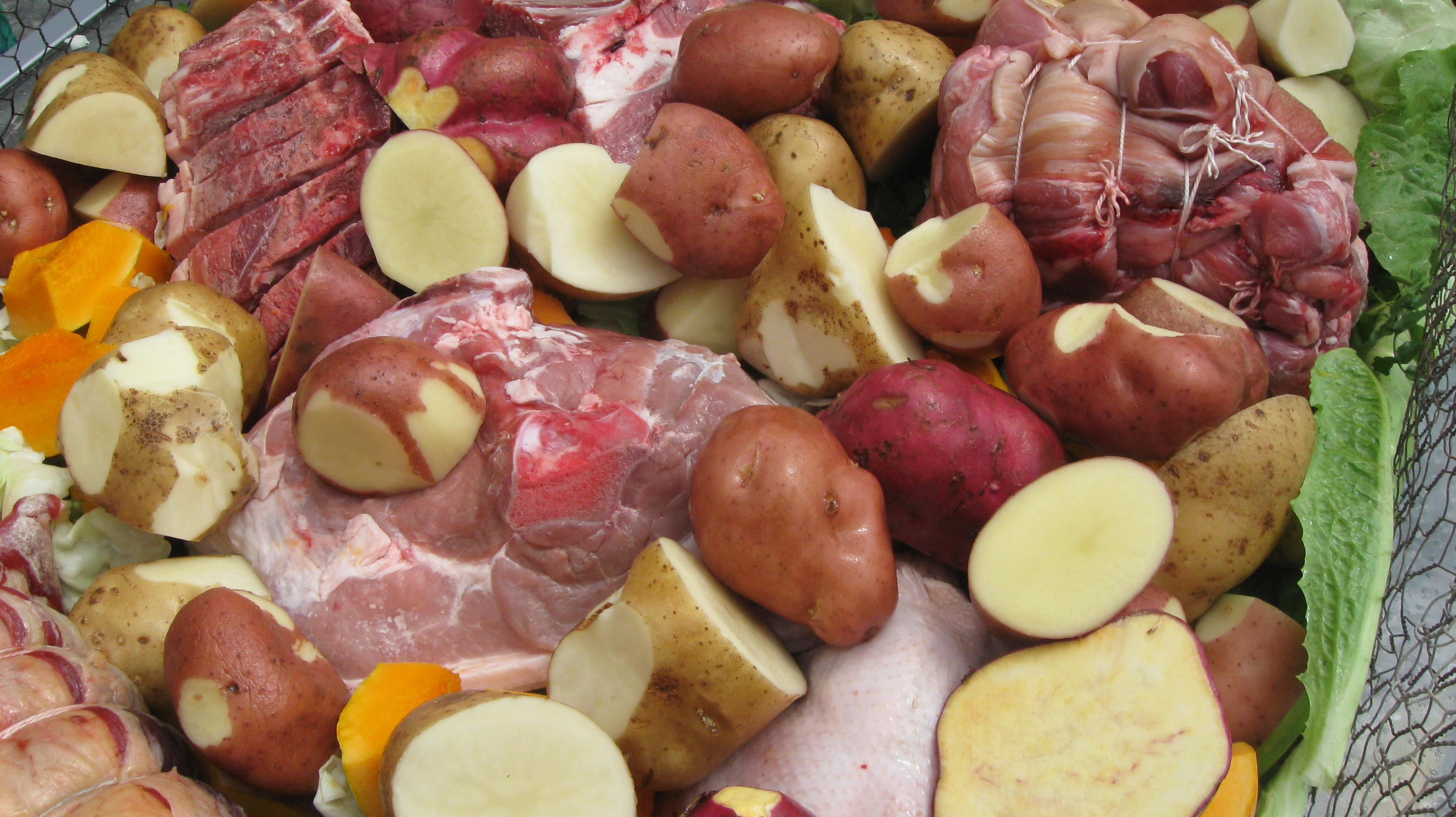
Ein wichtiger Indikator für den Lebensstandard ist die Ernährungsweise der Menschen.

Nach dem US-amerikanischen Ethnologen Marshall Sahlins begann die Entwicklung der Menschheit mit der „ursprünglichen Wohlstandsgesellschaft“, die von weitgehender Bedürfnisbefriedigung und reichlich arbeitsfreier Zeit für „alle“ Menschen geprägt war (wobei diese Einschätzung nur Jäger und Sammler tropischer Gebiete berücksichtigt). Erst mit der Entwicklung der verschiedenen Herrschaftsformen sowie der Arbeitsteilung und Spezialisierung kam es zu sozialer Ungleichheit mit einer oftmals drastischen Verschlechterung des Lebensstandards einzelner, rangniedriger Gesellschaftsschichten.
Auf den Lebensstandard dieser Menschen vor der Neolithischen Revolution schließt man anhand von Vergleichen mit heutigen lokalen Ethnien, die noch von traditionellen Subsistenzwirtschaften leben. Ein wichtiger Indikator ist die mittlere tägliche Energiezufuhr durch Lebensmittel. Diese unterscheidet sich erheblich zwischen Gesellschaften und beträgt etwa 6.280 kJ (= 1.500 kcal) bei den Yanomami bis zu etwa 15.900 kJ (= 3.800 kcal) bei den Aché.
Im vorindustriellen England konsumierte man täglich geschätzte 9.630 kJ (= 2.300 kcal). Die Yanomami haben dabei eine größere Abwechslung als es die Engländer hatten: Während die Engländer sich hauptsächlich von Brot und ein wenig Käse und Speck ernährten, standen auf dem Speiseplan der Yanomami zahlreiche Tier- und Pflanzenarten, unter anderem Wildschwein, verschiedene Vögel, Insekten und Fische, Früchte und Gemüse. Ein anderer Indikator des Lebensstandards ist die Körpergröße, wobei eine zunehmende Größe mit größerem Lebensstandard verbunden wird. Sie deutet auf keinen Zuwachs des Lebensstandards vor der Industriellen Revolution hin. Jäger und Sammler waren nicht kleiner als Europäer im 18. Jahrhundert, und teilweise größer als Asiaten.

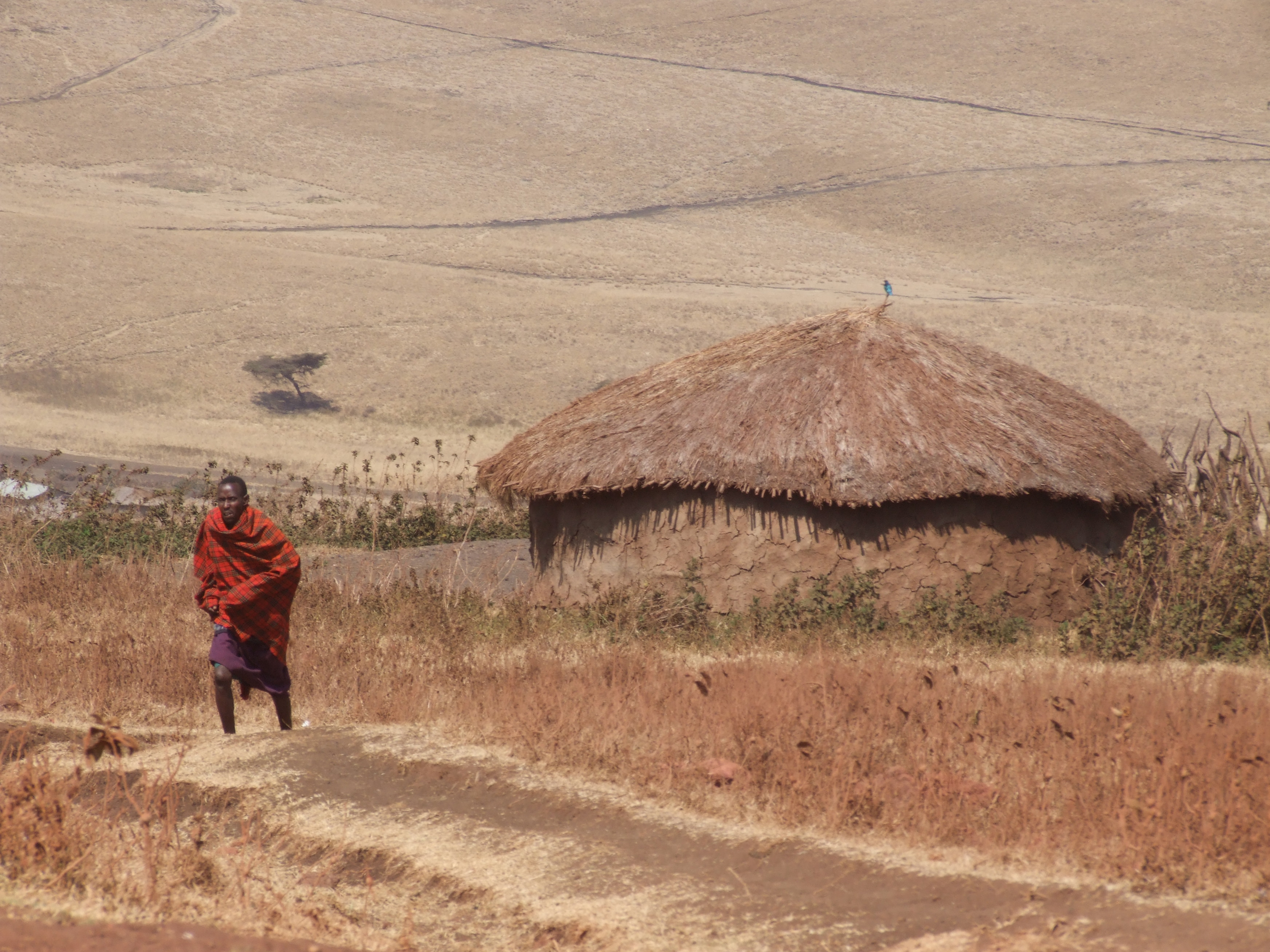
Ist es aus der Sicht der Menschen in den Entwicklungsländern und aus geopolitischen Überlegungen heraus richtig, den Lebensstandard der Westlichen Welt eins zu eins auf diese Länder zu übertragen?

Großen Einfluss auf die Arbeitswelt hatte die Industrielle Revolution. Uneinheitlich wird jedoch die Entwicklung des Lebensstandards zu dieser Zeit betrachtet. Wie die britische Wirtschaftsentwicklung der auf dem europäischen Kontinent um Jahrzehnte vorauslief, so auch die Veränderungen der Sozialstruktur und der proletarischen Existenzbedingungen. Deshalb stand auch zunächst die Entwicklung des Lebensstandards der britischen Arbeiterschaft im Zuge der Industriellen Revolution – wie bei Engels – im Mittelpunkt des Interesses der zeitgenössischen Beobachter. Eine Studie von Peter H. Lindert und Jeffrey G. Williamson aus dem Jahr 1983 schätzte die Entwicklung der Reallöhne zwischen 1755 und 1851 in mehreren Berufen und kam zu dem Ergebnis, dass Löhne von 1781 bis 1819 nur leicht anstiegen, im Zeitraum 1819–1851 sich hingegen verdoppelten. Diese Sicht wurde von anderen Ökonomen teilweise in Frage gestellt. Charles Feinstein verwendete einen anderen Preisindex als Lindert und Wiliamson und meinte, dass der Anstieg der Löhne deutlich geringer gewesen sein müsse. Untersuchungen zur Körpergröße stellen eine Abnahme dieser für den Beginn der industriellen Revolution im Europa des späten 18. Jahrhunderts fest, was John Komlos auf die große Ungleichheit zu dieser Zeit zurückführt.
Die meisten Wirtschaftshistoriker stimmen darin überein, dass die Einkommensverteilung zwischen 1790 und 1840 ungleicher wurde. „Was die Anteile am Sozialprodukt betrifft, steht fest, dass die Steigerung der Kapital- und Renteneinkommen weit über und jene der Lohneinkommen weit unter der Steigerung des durchschnittlichen Pro-Kopf-Einkommens lag.“ Berücksichtigt man die Folgen von Arbeitslosigkeit, Umweltverschmutzung und Bevölkerungsdichte, erscheint eine zeitweilige Verschlechterung des Lebensstandards plausibel. Teilweise wird argumentiert, dass eine Reihe von Kriegen (Amerikanische Revolution, Napoleonische Kriege, Britisch-Amerikanischer Krieg) die positiven Effekte dämpften. Osterhammel resümiert: „Insgesamt verbesserte sich das Leben der arbeitenden Bevölkerung in England zwischen 1780 und 1850 nicht. Danach zogen die Löhne deutlich an den Preisen vorbei, und die Lebenserwartung begann allmählich zu steigen.“
Im 20. Jahrhundert kam es, insbesondere nach dem Zweiten Weltkrieg, zu einem rapiden Wachstum des Lebensstandards in Industrieländern. Damit verbunden wuchs z. B. die Körpergröße bei Skandinaviern, Deutschen und Franzosen im Mittel um etwa 18 Zentimeter. Es stiegen unter anderem auch die Lebenserwartung und der Bildungsstand, die Kindersterblichkeit nahm rapide ab. Die Ungleichverteilung des Lebensstandards in den USA nahm nach dem Zweiten Weltkrieg weiter ab, stieg jedoch seit Mitte der 1970er Jahre wieder an. Langfristige Entwicklungen bei Einkommensunterschieden folgten auch in den meisten westeuropäischen Ländern und westlichen Ablegern einer U‑Kurve: Die Ungleichheit im Einkommen ging gegen Ende des 19. Jahrhunderts bis etwa 1970 zurück und steigt seitdem in den OECD-Mitgliedsstaaten wieder an.